# Ribeiro Júnior

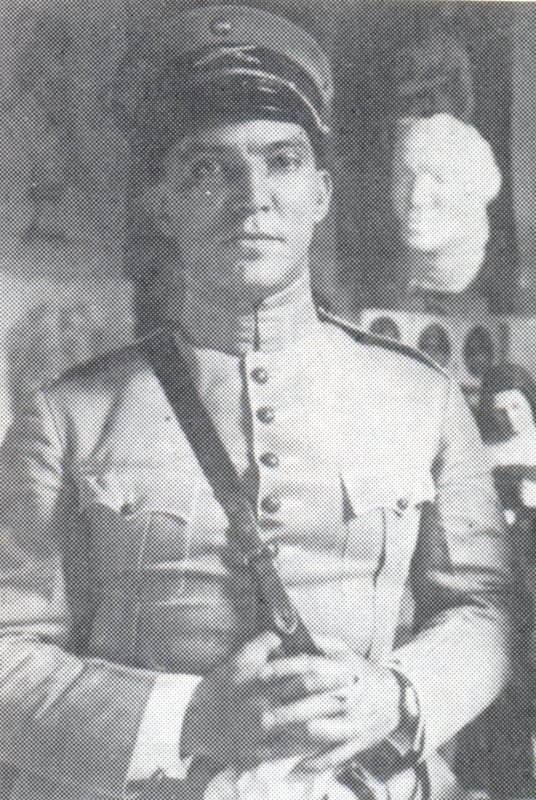
Ribeiro Júnior

Alfredo Augusto Ribeiro Júnior (29 de abril de 1889 – 29 de junho de 1938) foi um político e militar brasileiro, e o principal líder da Comuna de Manaus.
Alfredo Augusto Ribeiro Júnior nasceu no dia 29 de abril de 1889. Cursou a Escola de Guerra de Porto Alegre.
Liderou, em 23 de julho de 1924, uma rebelião no Amazonas em apoio à revolta tenentista deflagrada 18 dias antes em São Paulo e depois em Sergipe em oposição ao governo do presidente Artur Bernardes. Ao lado de seus companheiros, sublevou a guarnição local do Exército e depôs o governador interino Turiano Meira, substituto de César do Rego Monteiro, que se encontrava no exterior. Os rebeldes instituíram então um governo militar — cuja chefia foi entregue a Ribeiro Júnior —, nomearam novos membros para os postos de administração e lançaram um manifesto ao povo amazonense explicando os motivos da revolta e os atos do novo governo, documento que foi publicado no dia seguinte no Jornal do Povo, o porta-voz do levante. Editaram ainda o jornal A Liberdade.
Em 28 de agosto o general João de Deus Mena Barreto à capital amazonense comandando uma expedição federal. Ao desembarcar, dirigiu-se ao palácio Rio Negro e mandou prender Ribeiro Júnior, que não ofereceu maior resistência. Assumiu o governo militar o coronel Raimundo Barbosa em 31 de agosto de 1924, pondo fim à revolta. Ribeiro Júnior foi condenado a três anos e nove meses de prisão pelo conselho da Justiça Militar da 8ª Região Militar (8ª RM), sediada em Belém. Transferido em 1926 para a prisão militar da ilha Grande, no litoral do Rio de Janeiro, foi solto em fevereiro de 1927 e, em julho seguinte, foi reincorporado ao 27º Batalhão de Caçadores. Anistiado após a vitória da Revolução de 1930, obteve sua promoção a capitão com validade retroativa a janeiro de 1926.
Foi suplente de Deputado Federal pelo Amazonas à Assembleia Nacional Constituinte de 1933.
Foi eleito Deputado Federal pelo Amazonas em outubro de 1934, filiado ao Partido Liberal do Amazonas, tendo exercido seu mandato de maio de 1935 a novembro de 1937, quando, com a instauração do Estado Novo, os órgãos legislativos do país foram suprimidos. Retornou então ao serviço ativo do Exército.
Faleceu em 29 de junho de 1938.
Contando com apoio popular, Ribeiro Júnior, tomou o poder e assumiu o governo do Estado do Amazonas em 1924 permanecendo no poder por 36 dias, até o dia 28 de agosto, quando chegaram a Óbidos e Manaus as tropas do Destacamento do Norte, comandadas pelo general João de Deus Mena Barreto.
Como mito criado pelo Tenentismo, Ribeiro Júnior teve sua vida marcada pela revolução. Casado, pai de nove filhos, chegou ao Amazonas como preso político. A transferência para cidades distantes como Manaus (AM) e Belém (PA) era a punição para militares do Centro-Sul que se envolviam em revoltas. Eram presos, processados e transferidos.
As "Rebeliões do Norte", como era chamado o levante no Amazonas, foram reprimidas após as tropas legalistas terem atacado e vencido São Paulo e Sergipe.
O nome de Ribeiro Júnior batizou a praça atrás do Quartel da Praça da Polícia, hoje Palacete Provincial, na qual foi instalada uma herma com o busto do homenageado, desaparecido com a reforma do prefeito Jorge Teixeira.
O Redentor do Amazonas
Uma oligarquia corrupta e nepotista liderada pelo governador Rego Monteiro, uma sociedade injustiçada e um povo amazonense descontente. Esse foi o cenário que Ribeiro Júnior e outros tenentes, como Magalhães Barata e Léo Gutierrez Simas, encontraram ao chegar a Manaus em 1924, após a transferência de Belém.
Em 1921 tomou posse como governador Rego Monteiro, que se elegeu de forma duvidosa e sob grande pressão do povo e da oposição. "Fez um dos piores governos da história do Amazonas. Tomou posse sob a garantia das forças federais, nomeou o prefeito de Manaus, um de seus filhos. Nomeou chefe da Casa da Civil, outro filho. O outro foi para o cargo de chefe de polícia. Não havia vice-governador. Na sua ausência, quem assumia o governo era o presidente da Assembleia, seu genro. O nepotismo era praticado sem o menor pudor e o povo estava humilhado. Funcionários públicos não sabiam o que era receber salário. Os atrasos levavam até dois anos", segundo a historiadora Etelvina Garcia.
Diante dessa situação, no dia 23 de julho de 1924, Ribeiro Junior e os demais tenentes que faziam parte do Movimento Tenentista – que eclodiu no Rio de Janeiro – deflagram o movimento em Manaus e tomaram o poder.
A partir de então, os tenentes se dividiram em dois blocos. O primeiro seguiu pela calha do Amazonas com o objetivo de conquistar as cidades até chegar a Belém e Ribeiro Júnior ficou em Manaus, onde tomou posse como governador do Amazonas. Durante seu governo, teve o apoio dos intelectuais que entenderam o sentido da rebelião e foram nomeados para fazer parte do governo.
O então governador criou o "Tributo da Redenção", onde as pessoas com maior poder aquisitivo tinham que prestar contas e comprovar a origem dos seus patrimônios. Quando não comprovados, os fundos passavam ao poder do Estado. O governador criou ainda um jornal onde eram publicados os recursos que entravam no tesouro público e que eram usados para pagar as dívidas do Estado, dando preferência aos salários atrasados dos funcionários públicos e fornecedores. Com isso, o povo começou a sentir a diferença de administração.
O governo de Ribeiro Júnior durou 36 dias, tempo em que a Força de Destacamento do Norte fez no sentido contrário ao movimento deflagrado pelos rebeldes. Retomaram todas as cidades que haviam sido tomadas na Calha do Amazonas e prenderam os tenentes rebeldes, inclusive Ribeiro Júnior.
1. ↑  BITTENCOURT, A. (10 de julho de 2018). «RIBEIRO JÚNIOR, ALFREDO AUGUSTO» (PDF). Consultado em 10 de julho de 2018
2. ↑  «Obra contará vida e trajetória do revolucionário amazonense Ribeiro Junior - Prefeitura Municipal de Manaus». Prefeitura Municipal de Manaus